# Can Bruguera (Sant Pere de Ribes)
Can Bruguera és una masia del municipi de Sant Pere de Ribes (Garraf). La torre de defensa està declarada bé cultural d'interès nacional i la masia bé cultural d'interès local. Està situada al pla de les Torres, a ponent de la Urbanització de Santa Bàrbara.

## Masia
És un edifici aïllat de planta rectangular i quatre crugies. Consta de planta baixa, pis i golfes i té la coberta a dues vessants amb el carener perpendicular a la façana. S'hi accedeix per un portal d'arc de mig punt adovellat, amb la clau inscrita amb l'any 1510 que es troba descentrat en el frontis. Al seu voltant hi ha diverses obertures, algunes de les quals són d'arc pla arrebossat i d'altres de pedra carejada. En un extrem del primer pis hi ha pintat un rellotge de sol quadrangular on hi ha escrit "Passa però no s'immuta". A la façana lateral i posterior les obertures són d'arc pla arrebossat i es troben disposades de forma aleatòria. També s'observa a la façana lateral una obertura tapiada d'arc de mig punt de pedra. La façana posterior presenta un cos adossat d'un sol nivell d'alçat i la coberta habilitada com a terrassa transitable. El revestiment dels murs ha estat repicat, pel que en la seva major part l'acabat és la pedra vista. Al llarg de la façana de ponent hi ha adossat un cos de planta baixa i pis i coberta plana. S'hi accedeix per un portal d'arc escarser arrebossat, cobert amb una terrassa a nivell del primer pis que és suportada per un altre arc escarser. Al seu costat hi ha una escala exterior adossada en perpendicular a la façana, que permet accedir directament al pis. L'element distintiu d'aquest cos són els merlets esglaonats amb què es troba rematat. L'acabat exterior d'aquest volum és arrebossat i pintat de color cru. Segons un testimoni gràfic, a l'interior del celler s'hi conserven diversos arcs de diafragma apuntats, que per les característiques constructives hem de situar dins el període medieval. A uns quants metres al nord hi ha un petit cobert i l'era, al costat del qual hi creix un pi que esdevé una fita visual de la població.

## Torre
La torre forma part del conjunt arquitectònic de Can Bruguera. Està davant de la façana de migdia i es comunica amb la masia a través d'un cos afegit.
Ha estat molt reconstruïda i modificada. És de planta quadrada amb espitlleres i segueix la mateixa tipologia que les torres de la Serra i la torre dels Cars.

## Història
Al cadastre de l'any hi figura la casa de Joan Bruguera, habitada per Jaume Puig, mentre que al de l'any 1764 pertany ja a Francesc Bruguera. Més endavant, tal com consta en el llibre d'Apeo de l'any 1847, la masia pertanyia a Melcior Bruguera. Es tractava d'una propietat agrícola important, de la qual formava part el Mas d'en Bosc, almenys des del segle xviii. La família Bruguera va mantenir la propietat del mas fins que, en el context dels fets de l'any 1934, Baltasar Bruguera va morir assassinat. Vers la dècada del 1940, la família Mestres-Segarra la va comprar.